# Minuskel 63
Minuskel 63 (in der Nummerierung nach Gregory-Aland), A 118 (von Soden) ist eine griechische Minuskelhandschrift des Neuen Testaments auf 237 Pergamentblättern (31,8 × 24 cm). Mittels Paläographie wurde das Manuskript auf das 10. Jahrhundert datiert. Die Handschrift ist vollständig.

## Beschreibung
Der Kodex enthält den Text der vier Evangelien. Es wurde einspaltig mit je 18-24 Zeilen geschrieben. Sie enthält Prolegomena, Listen von κεφαλαια, κεφαλαια, τιτλοι, Ammonianische Abschnitte (Mt 355; Mk 234; Lk 342; Jo 241), Eusebische Kanon, Unterschriften und Bilder.
Der griechische Text der Kodex repräsentiert den Byzantinischen Texttyp. Aland ordnete ihn in Kategorie V ein.
Die Handschrift fehlt Johannes 21,25. Die Perikope Johannes 7,53–8,11 fehlt.

## Geschichte
Die Handschrift gehörte einmal James Ussher (wie Kodex 61).
Der Kodex befindet sich zurzeit im Trinity College (Ms. 30, fol. 1–237) in Dublin.